# Syngenes inquinatus
Syngenes inquinatus is een insect uit de familie van de mierenleeuwen (Myrmeleontidae), die tot de orde netvleugeligen (Neuroptera) behoort. 
Syngenes inquinatus is voor het eerst wetenschappelijk beschreven door Gerstäcker in 1885.